# Pršinac
Pršinac ili tuf (tal. tufo od lat. tofus) je vrsta sedimentne stijene vulkanskog podrijetla. Nastaje taloženjem te sljepljivanjem sitnijeg vulkanoklastičnog materijala poput vulkanskog pepela. Zbog toga ju nalazimo oko ugaslih i aktivnih vulkana. Ime su dobili po talijanskoj riječi "tufo" – meka, rastresita, pjeskovita masa (stijena). Iako je ime izvedeno od riječi prhak, ovaj je kamen čvrst. Može se javiti u slojevima, ali i kao masivna stijena. 
Pršinac je izgrađen od uglastih fragmenata stijena, minerala i/ili od fragmenata vulkanskog stakla.
Na temelju sadržaja fragmenata stakla, kristalastih stijena ili fragmenata minerala, postoji nekoliko tipova pršinca:
- vitroklastični
- litoklastični
- kristaloklastični
- mješoviti.

Vezivanje pršinca najčešće se vrši zbijanjem čestica pod tlakom viših masa. Vrlo se često, međutim, može dogoditi, da se vezivanje vrši sljepljivanjem čestica zbog prelijevanja pršinca novopridošlom lavom (ovako se vezuju ignimbriti, specijalna vrsta pršinca).
Spada u grupu kiselih stijena, struktura mu je klastična, tekstura mu je masivna. Zbog toga je često piroklastičan. Zbog toga je pomiješan te sadrži viši ili niži udio sedimentnih sastojaka. Takve stijene nazivamo tufitima.

## Nalazišta u Hrvatskoj
Južno od Rogaške Slatine preko Huma na Sutli, Lepoglave, Varaždinskih Toplica do Slanja proteže se rasjedna zona koja je u geološkoj literaturi poznata kao "Zona pršinaca". Prema zapadu nastavlja se u Smrekovečki rasjed, koji je smatran istočnim nastavkom Perijadranskog lineamenta. Postoji i kratka rasjedna zona na jugozapadnim padinama Ravne gore kod Strupara u sjeverozapadnoj Hrvatskoj na kojoj su zapažene pojave andezita i pršinaca.
Kalcijsko-alkalijska vulkanska aktivnost donjomiocenske starosti koja je bila raširena uzduž istočnog segmenta perijadranskog lineamenta u jugoistočnoj Sloveniji i sjeverozapadnoj Hrvatskoj pogodovala je nastanku vulkanskih stijena, andezita i njihovih pršinaca, odnosno materijala za taloženje pršinaca te je imao utjecaj pri taloženju maceljskih pješčenjaka. Iako je donjomiocenski vulkanizam pogodovao ovome, prijašnji radovi (Anić 1957.) datiraju andezitne vulkanske erupcije u Hrvatskom zagorju u srednjomiocensku, tortonsku starost. Magdalenić i drugi su tortonsku starost efuziva i pršinaca na području Bednja-Ivanec-Vinica potvrdili 1959. godine. Golub i Brajdić su 1969. utvrdili analizom piroklastičnih stijena kod Donjeg Jesenja gdje je kamenolom pršinca, koji se nalazi u bazi maceljskih pješčenjaka, da su dvije osnovne vrste stijena prisutne ondje, vitroklastični i vitrokristaloklastični pršinci. Pretpostavili su da su pršinci interkalirani u lapore te da su oligocenske starosti kao i tamošnji lapori. Smatrali su da je pojava tamošnjih pršinaca u svezi s pojavom mladih neutralnih do kiselih eruptiva. Brajdić je zaključio da su piroklastiti u donjojesenjskom kamenolomu pršinca piroklastiti dobro uslojeni i homogene teksture. Bojanić i dr. su 1978. ustanovili istražujući uzorke na usjecima ceste Đurmanec-Podlehnik rasprostranjenost tufitnih pješčenjaka. Šimunići su 1978. opisujući maceljskih pješčenjaka kod Trakošćana opisali pršince koji se nalaze kao proslojci i leće unutar pješčenjaka te te naslage svrstali u burdigal (egenburg).
Mijo Kišpatić se bavio mlađim eruptivnim kamenjem u ovom dijelu Hrvatske te je uz eruptive spomenuo pršince, pješčenjake i fosilni sastav.

## Primjena
Zbog čvrstoće se primjenjuje u građevinarstvu. Od pršinca se pravi žbuka koja se pod utjecajem vode stvrdnjava. Odatle i ime pucolana, prema tal. gradu Puzzoli, odakle se osobito dobavlja.
Pršincem se čovjek služi od pretpovijesnih vremena. Megalitske kulture služile su se pršincem za velike građevine. Moai na Uskršnjem otoku izrađeni su od crvenkasto- tamnosmeđeg pršinca. U prošlosti su se koristile i opeke od pršinca.
Erozijsko djelovanje kiše i vjetrova oblikovalo je od pršinca jedno od najljepših djela prirode, kapadokijske šešire u Turskoj, tuljke, stošce i tvorevine nalik ogromnim gljivama. Zbog lakoće obrade, tamošnji je pršinac ugrađen u desetine crkava, stambenih objekata, a u novije vrijeme trgovinica i ugostiteljskih objekata.

## Vanjske poveznice
- https://enciklopedija.hr/clanak/50845 pršinac, Hrvatska enciklopedija
- http://www.hrleksikon.info/definicija/prsinac.html pršinac, Hrvatski leksikon
- http://hrvatski.enacademic.com/13041/pršinac  Arhivirana inačica izvorne stranice od 7. srpnja 2017. (Wayback Machine)
- http://onlinerjecnik.com/rjecnik/komentari/509184 pucolana, Online rječnik
- http://www.gradimo.hr/clanak/vapnenopjescani-kamen/12727  Arhivirana inačica izvorne stranice od 5. ožujka 2016. (Wayback Machine) Vapnenopješčani kamen, gradimo.hr
- https://sites.google.com/site/hrvatskislovar/srpsko-hrvatski-recnik/t/truhloca  Arhivirana inačica izvorne stranice od 12. ožujka 2016. (Wayback Machine) truhloća- - Hrvatsko jugosfersko srbski slovar, pripremio mr. sci. Željko Šikić dipl.ing.
- http://www.pticica.com/slike/kapadokijski-sesiri/824734  Arhivirana inačica izvorne stranice od 4. ožujka 2016. (Wayback Machine) Kapadokijski šeširi, Ptičica
- http://bib.irb.hr/datoteka/402063.EANDEZITNE_VULKANSKE_BOMBE_U_MIOCENSKIM_NASLAGAMA_RAVNE_GORE_U_SJEVEROZAPADNOJ_HRVATSKOJ.pdf Andezitne vulkanske bombe u miocenskim naslagama Ravne gore u sjeverozapadnoj Hrvatskoj, Darko Dudjak, Rudarsko-geološko-naftni fakultet Zagreb